# Бункерні поїзди
Бункерні поїзди - застосовуються у гірництві. Призначені для транспортування гірничої маси горизонтальних гірничих виробках. Завантажують і розвантажують) такі посудини за допомогою окремих установок або конвеєрів, розташованих на днищах секцій. Вугілля і м'яку породу перевозять секційними бункерними поїздами (ПС) з донним розвантаженням, коефіцієнт тари яких (відношення власної маси до маси переміщуваного матеріалу) становить 0,4. Число секцій у составі обмежується тільки тяговими параметрами локомотива.
Як показав досвід, тривалість навантажувально-розвантажувальних операцій при експлуатації бункерних поїздів у 3...6 разів менша, ніж при використанні вагонеток.